# Istocheta maladerivora
Istocheta maladerivora là một loài ruồi trong họ Tachinidae.